# 藤原岑主
藤原 岑主（ふじわら の みねぬし）は、平安時代初期の貴族。藤原北家、右大臣・藤原内麻呂の孫。下総守・藤原桜麻呂の子。官位は従五位下・讃岐権介。

## 経歴
文徳朝の仁寿3年（853年）従五位下に叙爵し、斎院長官次いで大蔵少輔に任ぜられる。その後は、仁寿4年（854年）右少弁、斉衡2年（855年）左少弁と弁官を務めるが、斉衡3年（856年）讃岐権介として地方官に転じた。

## 官歴
『日本文徳天皇実録』による。
- 時期不詳：正六位上
- 仁寿3年（853年） 正月7日：従五位下。4月7日：斎院長官。7月1日：大蔵少輔
- 仁寿4年（854年） 正月16日：右少弁
- 斉衡2年（855年） 9月27日：左少弁
- 斉衡3年（856年） 正月12日：讃岐権介

## 系譜
『尊卑分脈』による。
- 父：藤原桜麻呂
- 母：不詳
- 生母不明の子女
  - 男子：藤原淑幹